# Kleinlangheim
Kleinlangheim er en købstad (markt) i Landkreis Kitzingen i Regierungsbezirk Unterfranken, i den tyske delstat Bayern. Den er en del af Verwaltungsgemeinschaft Großlangheim.

## Geografi
Kleinlangheim ligger mellem Kitzingen og Wiesentheid, mellem Maindreieck og Steigerwald. Landskabet mellem Main og Steigerwald er ret fladt, men fem kilometer mod syd rager Schwanberg cirka 200 meter op, og syv kilometer mod øst Friedrichsberg.

### Nabokommuner
- Großlangheim (Verwaltungsgemeinschaft Großlangheim)
- Wiesenbronn (Verwaltungsgemeinschaft Großlangheim)
- Rüdenhausen
- Wiesentheid
- Schwarzach a.Main

### Inddeling
Ud over Kleinlangheim er der landsbyerne
- Atzhausen
- Haidt
- Stephansberg